# Paracanthonchus stateni
Paracanthonchus stateni is een rondwormensoort uit de familie van de Cyatholaimidae. De wetenschappelijke naam van de soort is voor het eerst geldig gepubliceerd in 1930 door Allgén.